# Нова Лука
Нова Лука (пол. Nowa Łuka) — село в Польщі, у гміні Наровка Гайнівського повіту Підляського воєводства.
Населення — 64 особи (2011).

## Демографія
Демографічна структура станом на 31 березня 2011 року:
|          | Загалом | Допрацездатний вік | Працездатний вік | Постпрацездатний вік |
| -------- | ------- | ------------------ | ---------------- | -------------------- |
| Чоловіки | 30      | 4                  | 17               | 9                    |
| Жінки    | 34      | 5                  | 13               | 16                   |
| Разом    | 64      | 9                  | 30               | 25                   |